# Pierre Delion
Pierre Delion, né le 20 août 1950 à La Ferté-Bernard, est un psychiatre, professeur des universités-praticien hospitalier émérite en pédopsychiatrie à l'université Lille-II et psychanalyste français.
Ses recherches sur l'autisme et sa pratique du packing sur les enfants autistes ont suscité des controverses et des oppositions.

## Biographie
Après des études au lycée Sainte-Croix du Mans, il fait des études de médecine à Angers et soutient en 1976 sa thèse de médecine intitulée L’expuration extra-rénale en réanimation médicale. À la suite d'un stage en psychiatrie, il s'oriente vers la psychiatrie et présente un DES de psychiatrie intitulé  Psychiatrie de secteur et psychothérapie institutionnelle. Il s'est intéressé aux aspects asilaires présents avant la sectorisation de la psychiatrie en France. Delion, grâce à des amis, rencontre François Tosquelles et Jean Oury.
En 1998, il soutient une thèse de sémiotique intitulée L’enfant autiste, le bébé et la sémiotique, puis une habilitation universitaire en 2000, et est reçu à l’agrégation de pédopsychiatrie et nommé en 2004 PU-PH en pédopsychiatrie à l'université Lille II. Il est également pédopsychiatre au CHRU de Lille et chef de service de pédopsychiatrie jusqu'en 2016. Il est professeur émérite depuis 2016.
Il est psychanalyste. Au cours de sa formation analytique, il a fait deux analyses : une première avec Amaro de Villanova (psychanalyste de la SPF), puis avec Joyce Mac Dougall (psychanalyste de la SPP). Il a fait des supervisions avec Le Guérinel, Tosquelles, Oury, Torrubia, Salomon Resnik.
Sans adhérer aux thèses antipsychiatriques, il pense cependant que les schizophrènes évoluent vers un enfermement « dans leur tête et leur corps ». Il s'agit alors des symptômes autistiques tels que ceux observés par Eugen Bleuler en psychiatrie adulte.

## Activités institutionnelles et éditoriales
Il est membre du comité de lecture de la revue Cliniques méditerranéennes.

### Autisme et controverses autour du packing
Il s'interroge sur la manière dont l'autisme apparaît chez l'enfant, et il conclut à une différence par rapport à la schizophrénie. Il exerce en pédopsychiatrie au Mans, où il constate que les enfants autistes sont négligés et atteints d'hospitalisme, puis à Angers où il préconise l'idée qu'il fallait que les équipes médico-psychologiques interviennent tôt tant sur un plan thérapeutique que préventif. Son ouvrage sur le packing — dont il a contribué à la pratique et à l'étude — a été récompensée du prix spécial 2009 de l'Évolution psychiatrique.
Pierre Delion pratique le packing : cette « technique réservée aux cas d’autisme sévères avec automutilation répétée » consiste « à envelopper le patient dans des serviettes humides et froides, puis à induire un réchauffement rapide ». Ses recherches dans ce domaine suscitent de fortes controverses, et la pratique du packing en tant que telle est interdite par la Haute Autorité de santé en 2012. L'association Vaincre l'autisme pour sa part considère le packing comme « une maltraitance à enfants ». À la suite d'une plainte de Vaincre l'autisme, Pierre Delion est convoqué par l'Ordre des médecins du conseil départemental du Nord en février 2012 pour s'expliquer,.
Temple Grandin, personne autiste, s'est exprimée en 2011 contre Pierre Delion qui citait sa machine à câlin comme « excellent exemple des fonctions vers lesquelles le packing tend pour aider les personnes autistes à retrouver une contenance suffisante lorsqu'elles traversent des moments de déconstruction trop angoissants », déclarant qu'elle « aurait détesté le packing, car l'enfant doit être en mesure de contrôler la pression lui-même ».
L'écrivain autiste Hugo Horiot dénonce le packing dans son ouvrage L'empereur, c'est moi, et publie une lettre ouverte adressée à Pierre Delion, reproduite dans le magazine Science et pseudo-sciences de janvier 2014.

## Publications
- L'Enfant autiste, le bébé et la sémiotique  (préf. Michel Balat, postf. Bernard Golse), Paris, Presses universitaires de France, coll. « Le fil rouge. Section 2, Psychanalyse et psychiatrie de l'enfant », 2000, 263 p. (ISBN 2130511171 et 9782130511175, OCLC 406570842)
- L'Observation directe du bébé selon Esther Bick : son intérêt dans la pédopsychiatrie aujourd'hui, éditions Erès-poche, 2004  (ISBN 2-7492-0353-8)
- L'Enfant hyperactif. Son développement et la prédiction de la délinquance : qu'en penser aujourd'hui ?, coll. « Temps d'arrêt », Bruxelles, 2006
  - avec Patrick Ben Soussan, Jacqueline Brothier, Jacques Dayan, Collectif : La parentalité exposée, 2007, Ed.: Erès, coll. « Mille et un bébés »,  (ISBN 2-7492-0750-9)
- La Fonction parentale, coll. « Temps d'arrêt », 2007
- Séminaire sur l'autisme et la psychose infantile, Ed.: Erès - poche, 2009,  (ISBN 2-7492-1026-7)
- La Consultation avec l'enfant : approche psychopathologique du bébé à l'adolescent, Masson, coll. « Les âges de la vie », 2010,  (ISBN 2-294-70673-0)
- Le Corps retrouvé, Paris, Hermann, coll. « Psychanalyse », 2010
- Prendre un enfant autiste par la main, Paris, Dunod, 2011,  (ISBN 978-2-10-055830-8) (BNF 42391711)
- Le Développement de l'enfant expliqué aux enfants d'aujourd'hui, Toulouse, Erès, 2013,  (ISBN 978-2-7492-3674-2) (BNF 43568173)
- L'Enfant difficile, coll. « Temps d'arrêt », 2014
- « Publications de Pierre Delion diffusées sur Cairn.info ou sur un portail partenaire », sur Cairn.info